# Buck Island Reef National Monument
Le Buck Island Reef National Monument, ou juste Buck Island, est une petite île inhabitée de 712 000 m² située en mer des Caraïbes, à environ 2,4 km au nord de la côte septentrionale de Sainte-Croix, aux îles Vierges des États-Unis. Le Monument national américain fut créé en 1961 et largement étendu en 2001. Une grande partie de sa surface, qui est administrée par le National Park Service, est sous-marine. L'écosystème qui entoure et compose l'île abrite deux espèces en danger et une grande variété de poissons.
Les eaux claires, les formations coralliennes spectaculaires et l'abondance de la vie marine rendent l'île de Buck une destination aimée des plongeurs, qui peuvent y suivre une piste sous-marine balisée à l'est de l'île.